# 沙朗塞 (上马恩省)
沙朗塞（法語：Chalancey，法語發音：[ʃalɑ̃sɛ]）是法国上马恩省的一个市镇，属于朗格勒区。

## 地理
沙朗塞（47°40'37"N, 5°8'24"E）面积13.49 平方千米，位于法国大東部大區上马恩省，该省份为法国东北部内陆省份，北起马恩省和默兹省，西接奥布省，西南接科多尔省，东南接上索恩省，东临孚日省。
与沙朗塞接壤的市镇（或旧市镇、城区）包括：穆耶龙、瓦扬、韦夫尔苏沙朗塞、屈塞莱福日、韦尔努瓦莱韦夫尔、瓦尔代蒂莱。

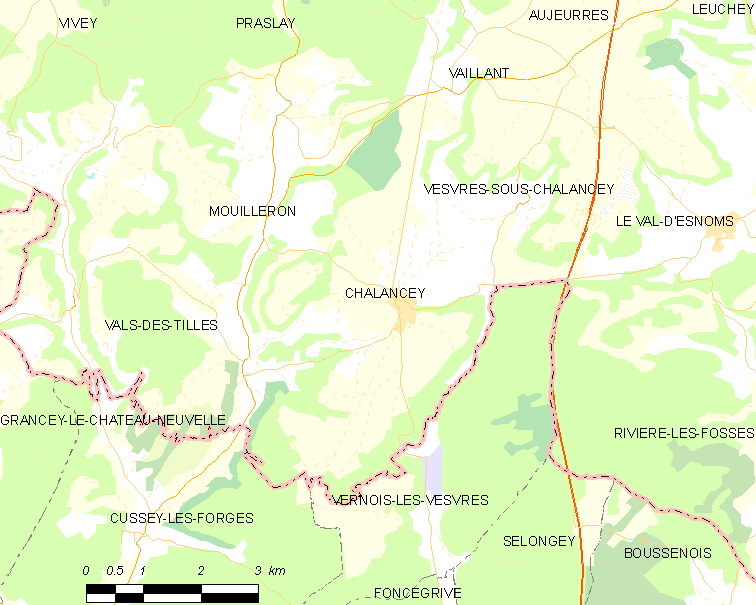
的OSM定位图

沙朗塞的时区为UTC+01:00、UTC+02:00（夏令时）。

## 行政
沙朗塞的邮政编码为52160，INSEE市镇编码为52092。

## 政治
沙朗塞所属的省级选区为维勒居西安勒拉克县。

## 人口

1962-2008年间人口变化图示

沙朗塞于2022年1月1日时的人口数量为116人。